# Once in a While
Once in a While är en populär sång.
Musiken är skriven av Michael Edwards och texten av Bud Green. Sången publicerades 1937.
Once in a While finns inspelad av många olika artister. En av de mest kända gjordes av Patti Page, 1952 och den brittiska sångerskan Elkie Brooks släppte en singel med sången, 1984.